# La Chunga
Micaela Flores Amaya, detta La Chunga (donna difficile) (Marsiglia, 1938 – Marsiglia, 3 gennaio 2025) è stata un'artista spagnola di origine rom andalusa, nota come ballerina di flamenco spagnola e pittrice di arte naïf.

## Biografia
Nata a Marsiglia nel 1938, la data esatta della sua nascita rimane sconosciuta. I suoi genitori erano rom andalusi che emigrarono in Francia durante la guerra civile spagnola. Quando aveva meno di un anno, la famiglia di Micaela si trasferì a Barcellona.
Ha iniziato a ballare quando aveva sei anni in "Ca La Rosita", una famosa bodega per la comunità zingara di El Poble-Sec. Fu in quel momento che fu scoperta da un pittore di nome Paco Rebés, che in seguito divenne il suo padrino e protettore, durante una delle sue improvvisate esibizioni di strada e la prese sotto la sua guida. Micaela Flores Amaya divenne la musa ispiratrice di numerosi scrittori come Blas de Otero, Rafael Alberti, José Manuel Caballero Bonald e León Felipe e numerosi pittori, come Picasso, Dalí e Francisco Rebés, che ne fecero un personaggio attraente per gli intellettuali e la incoraggiarono a dipingere. Una foto del 1958 mostra Salvador Dalí che la invita a fare arte ballando su una tela bianca. A intervalli, Dalì dipingeva sotto i suoi piedi. Era conosciuta per il suo stile di danza flamenco scalza e descritta come "La ballerina a piedi nudi". È stata ammirata da Picasso come una "naif splendente". Ha anche esposto in diverse gallerie di Parigi, Madrid, ecc.
Pastora Imperio la mise sotto contratto nel 1956 e grazie ad Ava Gardner prese parte a due film di Hollywood. L'affarista Sullivan la introdusse a Las Vegas, e La Chunga partecipato a vari programmi TV negli Stati Uniti e in Messico.
Da allora ha partecipato a numerosi tour e alcuni film. Ha sposato il regista cinematografico José Luis Gonzalvo, con cui ha avuto una figlia, Pilar.

## Filmografia
- Tip on a Dead Jockey [7] (1957) diretto da Richard Thorpe
- Back to the Door [8] (1959) diretto da José María Forqué
- El último verano [9] (1961) di Juan Bosch
- Juan Pedro the Scyther ( [8] (1969) di José Luis Gonzalvo
- "Cierto reflejos: La Chunga" [8] (1978) di Mario Gomez Martin
- Vampire in Venice [10] (1988) di Augusto Caminito
- Papa Piquillo [8] (1998) di Alvaro Saenz de Heredia

## Premi
- Medalla de Oro del Círculo de Bellas Artes de Madrid,
- Medalla Oro de l'Asociación de la Prensa de Sevilla
- Trofeo Delfín de Alicante
- Premio del Ayuntamiento di Alicante
- Premio Cidale de los Almendros.